# Günter Guillaume
Günter Guillaume (1. února 1927 Berlín – 10. dubna 1995 Petershagen-Eggersdorf) byl německý politik a špion, sekretář západoněmeckého kancléře Willyho Brandta, který pracoval pro tajnou službu Německé demokratické republiky (Východního Německa) známou též jako Stasi. Jeho odhalení a zatčení na jaře 1974 vyvolalo skandál, v jehož důsledku byl kancléř přinucen odstoupit.

## Život
Konspirační činnosti se věnoval spolu se svou manželkou Christel. Oba absolvovali ve Východním Berlíně špionážní výcvik a během května 1956 odešli jako uprchlíci do Západního Německa. Po svém přechodu hranice se ubytovali u Christeliny matky Erny Boomové, která coby Nizozemka bydlela ve Frankfurtu nad Mohanem. Proto manželé Guillaumeovi nemuseli projít uprchlickým táborem, kde by tamní úředníci mohli jejich vyzvědačské úmysly prohlédnout.
Manželé Guillaumeovi si otevřeli obchod s fotografickými potřebami a aktivně se angažovali v německé sociálnědemokratické straně (SPD). Například v roce 1968 se Guillaume stal předsedou městské organizace této strany a byl zvolen mezi městské zastupitele ve Frankfurtu. Postupně se mu povedlo dostat až do nejvyšších pater své strany, a když byl Willy Brandt jmenován německým kancléřem, stal se Guillaume jeho pravou rukou.
Na podzim roku 1972 se uskutečnila schůzka Wilhelma Gronaua, který stál v čele Německého odborového svazu, a jeho instruktora ze Stasi. Její konání ale odhalila západoněmecká kontrašpionáž Bundesamt für Verfassungsschutz (BfV) a oba její účastníky zatkla. Od obou zatčených vedly stopy ke Guillaumovi. Špion Gronau se s ním služebně stýkal a zatčený východoněmecký instruktor měl Guillaumovo jméno poznamenané na papírku, jenž měl při svém zatčení u sebe. Vlivem toho se kontrašpionáž na Guillaumeho zaměřila. Nezatkla ho, ale jeho činnost sledovala a se svými podezřeními pracovníci BfV seznámili jak příslušného západoněmeckého ministra, tak kancléře Brandta. Brandtovi však informaci prezentovali pouze jako podezření a ten jí tak nevěnoval nijak zvýšenou pozornost. Obě rodiny, jak Brandtovi, tak Guillaumeovi například i přesto absolvovaly společnou dovolenou v Norsku.
Nakonec se roku 1974 rozhodla západoněmecká policie manžele Guillaumeovy zatknout. Během zatýkání Günter Guillaume sám dobrovolně prohlásil, že je agentem východoněmecké Stasi. Poté, co Guillaumeova špionážní činnost vyšla najevo, začali někteří politici kancléře kritizovat a vytýkat mu, že úzce spolupracoval s východoněmeckým agentem. Brandt odolával, ale nakonec těmto tlakům podlehl a 6. května 1974 na svůj post rezignoval. I nadále však zůstával předsedou SPD. Během prosince 1975 odsoudil Vrchní zemský soud v Düsseldorfu Guillaumeho na 13 let do vězení a jeho manželku na osm. V rámci výměn špionů mezi Západem a Východem se ale oba manželé v roce 1981 dostali do Východního Německa. Christel během března a její manžel v říjnu. V rámci Guillaumeho výměny se na Západ vrátilo osm britských, amerických a západoněmeckých špionů. Oba manželé Guillaumeovi následně získali vysoká východoněmecká státní vyznamenání.
Posléze se ale manželství Guillaumeových rozpadlo. Günter byl navíc nemocen, když měl problémy s játry a s krevním oběhem. Starala se o něj ošetřovatelka Elke, se kterou se posléze sblížil, a spolu se odstěhovali na venkov u Berlína. Na následky cévní mozkové příhody Guillaume 10. dubna 1995 zemřel.